# Децентрализация
Децентрализирането е процес на преразпределение или разпръскване на правомощия или функции, концентрирани на централно място или в централен орган. Противоположният процес се нарича центриране (или „концентрация“). Тъй като има малко случаи, при които първоначалното състояние е абсолютно центрирано, състоянието на децентрализация винаги е свързано с друга ситуация.

## Децентрализация на правомощията
Децентрализацията е ситуация, в която различни правомощия са обект на различни организации (или понякога различни хора в един и същи орган).

## Разпределени компютърни системи
Значението на понятието децентрализация при компютрите е техническо и е предназначено за начина, по който се извършва изчислението и къде се намират данните:
- Разпределени изчисления: Метод за управление на компютър, в който различни части на задачата се изпълняват на отделни компютри, които са свързани чрез мрежа.
- Разпределено съхранение: Мрежа, в която потребителските данни се съхраняват на набор от сървъри в мрежа.

Въпреки че тези два елемента са логически отделени, те обикновено се показват заедно (например фирма с множество изчислителни сайтове може да изчисли данните за заплати на няколко сайта и след това да ги съхранява на всички сайтове). Въпреки това са известни и случаи, когато се използват само в разпределени изчисления (като разпределени изчисления) или разпределени хранилища (като резервни копия на данни в Интернет).
Съображението за децентрализация на компютризираните данни е свързано с намаляването на риска от увреждане на мястото за съхранение на данни и възможността за продължаване на предаването на данни. Това всъщност е първоначалната цел за създаване на мрежата ARPANET.